# Gio Gonzalez
Giovany Aramis Gonzalez (ur. 19 września 1985) – amerykański baseballista pochodzenia kubańskiego występujący na pozycji miotacza w Chicago White Sox.

## Przebieg kariery
Został wybrany w 2004 roku w pierwszej rundzie draftu z numerem 38. przez Chicago White Sox, lecz nie zagrał w tym zespole żadnego meczu. Rok później został oddany do Philadelphia Phillies, zaś w grudniu 2006 ponownie stał się zawodnikiem White Sox. Po rozegraniu w sumie 93 spotkań w klubach farmerskich Phillies oraz White Sox, w styczniu 2008 przeszedł w ramach wymiany zawodników do Oakland Athletics. W Major League Baseball zadebiutował 6 sierpnia 2008 w meczu przeciwko Toronto Blue Jays, w którym zaliczył przegraną. W sezonie 2011 po raz pierwszy w karierze wystąpił w Meczu Gwiazd.
W grudniu 2011 przeszedł do Washington Nationals podpisując czteroletni kontrakt wart 42 miliony dolarów. W sezonie 2012 został pierwszym miotaczem od 1918 roku, który jako starter w każdym z trzech kolejnych meczów rozegrał co najmniej 6 innigów bez oddania runa i w których oddał uderzenie maksymalnie dwa razy. W tym samym roku po raz drugi w karierze wystąpił w All-Star Game i zwyciężył w klasyfikacji zwycięstw w National League. 8 sierpnia 2012 w meczu przeciwko Houston Astros po piłce narzuconej przez  Armando Galarragę, zdobył pierwszego w karierze home runa. W 2012 otrzymał nagrodę Warren Spahn Award dla najlepszego leworęcznego miotacza w Major League Baseball. W lutym 2013 został powołany do 28-osobowego składu reprezentacji Stanów Zjednoczonych na turniej World Baseball Classic.
31 sierpnia 2018 w ramach wymiany zawodników przeszedł do Milwaukee Brewers. W barwach nowego zespołu zadebiutował 8 września 2018 w meczu przeciwko San Francisco Giants, zaliczając 7 strikeoutów w 5⅔ zmiany i notując zwycięstwo. W grudniu 2019 został zawodnikiem Chicago White Sox.

## Nagrody i wyróżnienia
| Nagroda/wyróżnienie | Lata       | Źródło |
| 2× All-Star         | 2011, 2012 | [ 2 ]  |